# Lynnette Cole
Lynnette Cole-O'Nan (Columbia, 9 febbraio 1978) è una modella statunitense, di origini portoricane, incoronata Miss USA 2000.

## Biografia
Lynnette Cole inizia a partecipare ai concorsi di bellezza nel 1995, anno in cui vince il titolo di Miss Tennessee Teen USA e diventa anche una delle sei finaliste di Miss Teen USA, dove riceve il titolo di Miss Photogenic. Successivamente la Cole vincerà anche Miss Tennessee e Miss USA 2000, che le permettono di concorrere a Miss Universo 2000 in rappresentanza degli Stati Uniti. Alla fine del concorso, Lynnette Cole si classificherà fra le cinque finaliste.
Dopo la vittoria a Miss USA, la Cole ha avviato una carriera di conduttrice televisiva, lavorando per NBC, CMT, ESPN, MTV, VH-1 e lavorando in numerose campagne pubblicitarie fino al 2005. È anche direttrice dei concorsi di Miss Tennessee che dirige dal 2005.Ha partecipato al film Funny Valentine nel 2005 e nel 2008 al film Shattered. La Cole da anni si dedica solo ed esclusivamente ai concorsi di bellezza del Tennessee nel ruolo di direttrice o di Presentatrice.